# Ali Ahmeti
Ali Ahmeti (cyryl. Али Ахмети; ur. 4 stycznia 1959 we wsi Zajas) – macedoński polityk pochodzenia albańskiego, przewodniczący Demokratycznego Związku na rzecz Integracji od 2002.

## Życiorys
W roku 1983 ukończył studia filozoficzne na Uniwersytecie w Prisztinie. W 1981 wziął udział w protestach studentów albańskich w Prisztinie, za co został aresztowany przez policję i skazany na 6 miesięcy więzienia. W 1986 wyjechał do Szwajcarii, gdzie mieszkał do 2001. W czasie pobytu w Lucernie lekarze rozpoznali u niego schizofrenię i niezdolność do pracy. Utrzymywał się wtedy z zasiłku dla niepełnosprawnych.
W latach 1989–1990 był jednym z organizatorów protestów albańskiej diaspory przeciwko polityce Slobodana Miloševicia wobec Kosowa. W tym czasie związał się z Narodowym Ruchem Wyzwolenia Kosowa, a w 1993 roku został wybrany do władz tej organizacji. Od 1996 r. związany z Armią Wyzwolenia Kosowa.
W 2001 został komendantem Armii Wyzwolenia Narodowego (Ushtria Çlirimtare Kombëtare), która rozpoczęła działania zbrojne w północnej Macedonii. Używał wtedy pseudonimu Abaz Xhuka. Po zakończeniu działań zbrojnych i podpisaniu porozumienia ochrydzkiego Ahmeti rozwiązał podległe mu oddziały i rozpoczął karierę polityczną. W 2002 roku założył partię polityczną o nazwie Demokratyczny Związek na rzecz Integracji, z którą wystartował w tym samym roku w wyborach parlamentarnych. Partia odniosła sukces, zdobywając największą liczbę głosów spośród partii albańskich (16%). Ahmeti zdobył mandat deputowanego do Zebrania, a jego partia utworzyła koalicję z partią socjaldemokratyczną. Po wyborach z 2008 roku partia Ahmetiego ponownie utworzyła koalicję rządzącą, tym razem z WMRO-DPMNE. Podobnie stało się po kolejnych wyborach parlamentarnych 2011 roku, mimo strat, które zanotowała partia.
We wrześniu 2020 był przesłuchiwany w Hadze w sprawie zbrodni popełnionych w czasie wojny w Kosowie. W 2024 został uhonorowany tytułem Honorowego Obywatela Tirany.
Żonaty (żona Vezira).